# Pfand auf Getränkebehälter

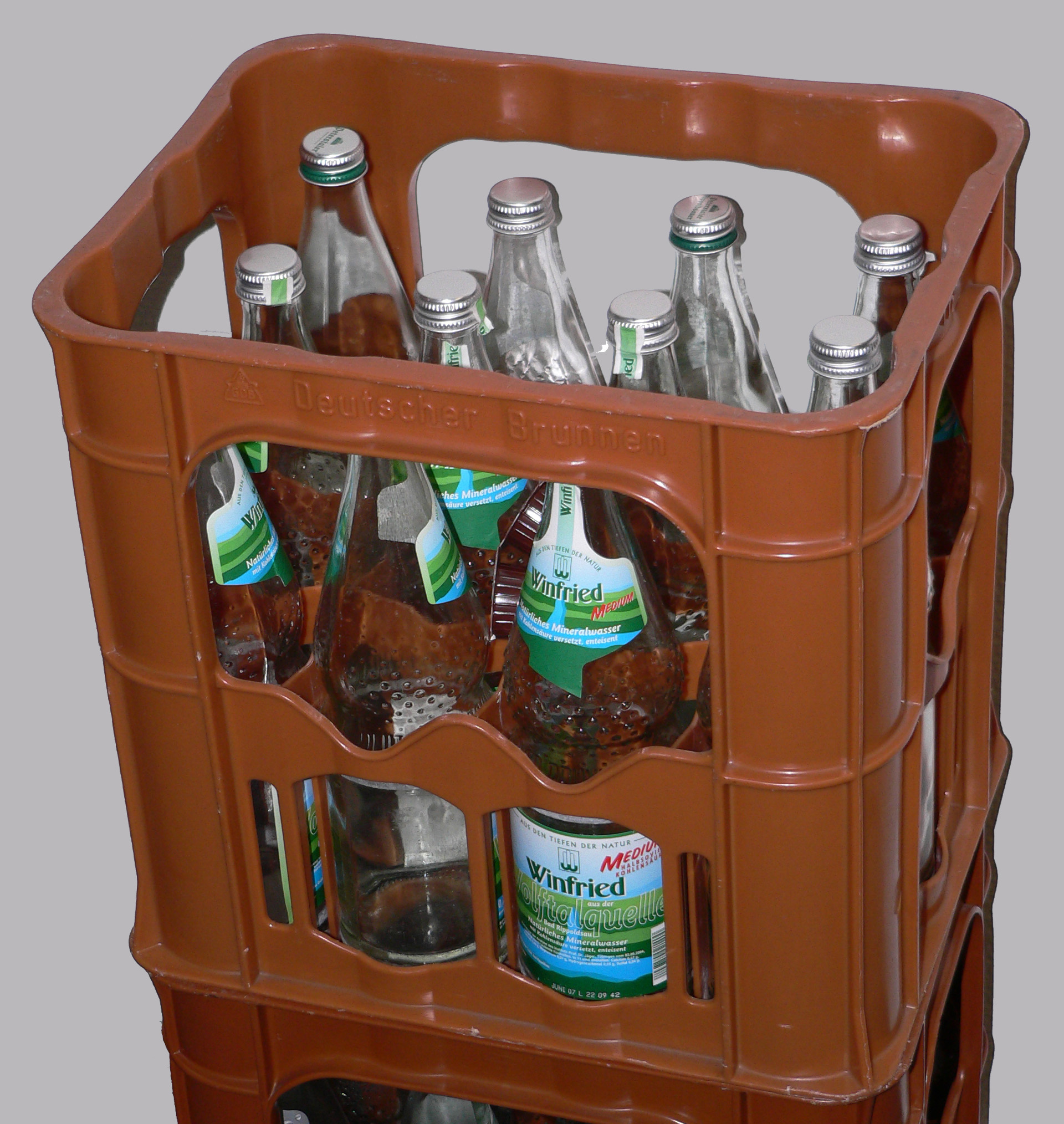
Mehrwegpfandflaschen in Getränkekiste

Pfand auf Getränkebehälter (ugs. auch Flaschen- oder Dosenpfand bzw. Pfand, österreichisch auch Einsatz, schweizerisch ugs. Depot) bezeichnet einen geldlichen Gegenwert (Abgabe) auf Flaschen und Gefäße (auch Gebinde), den der Käufer beim Kauf zum Originalpreis dazuzahlt und nur bei einer korrekten Rückgabe vollständig erstattet bekommt.
Dabei wird zwischen einem Pfand auf Einweg- und auf Mehrweggetränkebehälter unterschieden – Einweggetränkebehälter, die meist aus Kunststoffen, Aluminium (siehe Getränkedose) oder sonstigen Verbundstoffen (siehe Getränkekarton) bestehen, werden nur einmalig befüllt und meist direkt nach der Rückgabe, z. B. in einem Leergutautomat, zerstört, dafür jedoch stofflich wiederverwertet. Mehrweg-Gebinde, die in der Regel aus Glas, Hartplastik oder Metall bestehen, ermöglichen aufgrund ihrer Beständigkeit dagegen eine mehrfache Befüllung. Die Umweltbelastungen beider Pfandarten im Vergleich sind umstritten.
Weltweit existieren verschiedene Pfandsysteme ohne internationale Einheitlichkeit; viele Länder besitzen aber auch gar keine flächendeckenden Pfandsysteme. Mehrweg- ist weiter verbreitet als Einwegpfand. So ist das Einwegpfand in den meisten Staaten Europas unbekannt; nur in den skandinavischen Ländern existieren schon länger Regelungen. Schweden führte 1885 ein Mehrwegpfandsystem für 33-cl-Glasflaschen ein und besitzt damit das älteste Pfandsystem der Welt.

## Situation in Deutschland

### Einweg

Logo der DPG

Seit dem 1. Januar 2003 sind alle in Deutschland gekauften pfandpflichtigen Einwegflaschen am Logo der Deutschen Pfandsystem GmbH erkennbar und mit 0,25 € bepfandet. Ausgenommen von der Pfandpflicht sind grundsätzlich Getränke in sogenannten „ökologisch vorteilhaften“ Einwegverpackungen (Getränkekartons, Polyethylen-Schlauchbeutel, Folien-Standbodenbeutel) und bestimmte diätetische Getränke im Sinne der Diätverordnung, wenn diese ausschließlich für Säuglinge oder Kleinkinder angeboten werden.
Seit dem 1. Mai 2006 müssen alle Geschäfte, die Getränke in pfandpflichtigen Einwegverpackungen verkaufen, die Einwegverpackungen der jeweiligen Materialart auch zurücknehmen. Ausnahmen gibt es für Läden mit weniger als 200 m² Verkaufsfläche. Die häufigste genutzte Gebindegröße ist die 1,5-Liter-Flasche.

#### Entwicklung
Grundlage für die Einführung des Pfandes auf Einweg-Getränkeverpackungen ist die Verpackungsverordnung, die 1991 von der Bundesregierung unter dem Bundesminister für Umwelt, Naturschutz und Reaktorsicherheit Klaus Töpfer (CDU) beschlossen wurde. Die Verordnung wurde 1998 von der damaligen Bundesregierung (Kabinett Kohl V) – Bundesministerin für Umwelt, Naturschutz und Reaktorsicherheit war damals Angela Merkel (CDU) – bestätigt und novelliert.
Nachdem bundesweit der Mehrweganteil von Getränkeverpackungen seit 1997 unter 72 Prozent gesunken war, wurde unter Jürgen Trittin (Grüne) – Umweltminister von 1998 bis 2005 – das Einwegpfand zum 1. Januar 2003 eingeführt. Betroffen waren alle Getränkebereiche, in denen der Anteil der Mehrwegflaschen unter dem Anteil von 1991 lag. Dies waren Bier (inklusive Biermischgetränke), Mineralwasser (mit und ohne Kohlensäure) und Erfrischungsgetränke mit Kohlensäure.
Ausgenommen von der Pfandpflicht waren Verpackungen für Milch, Wein, Sekt, Spirituosen und kohlensäurefreie Erfrischungsgetränke. Dies führte zu der Situation, dass für Biermischgetränke das Pfand eingeführt wurde, für andere Mischgetränke wie Wodka/Lemon oder Whisky/Cola jedoch nicht, weil diese zu den Spirituosen zählten.
Der Einzelhandel und die Getränkeindustrie versuchten bis zuletzt mit Klagen unter anderem vor dem Bundesverwaltungsgericht in Leipzig sowie dem Bundesverfassungsgericht in Karlsruhe, die Einführung des Pfandes zu verhindern. Die Klagen hatten letztlich keinen Erfolg. Da der Handel bis zuletzt auf eine solche Verhinderung des Pfandes auf juristischem Wege gesetzt hatte, waren die meisten Unternehmen nicht auf die Erhebung des Pfandes zum 1. Januar 2003 vorbereitet. Daher wurde eine neunmonatige Übergangsfrist gewährt, während der die Geschäfte nur jene Verpackungen annehmen mussten, die sie selbst verkauft hatten. Dies wurde dadurch realisiert, dass Einwegverpackungen nur gegen die Vorlage des Kassenzettels oder einer Pfandmarke wieder zurückgenommen wurden. Seit dem 1. Oktober 2003 mussten die Geschäfte auch Verpackungen zurücknehmen, die sie nicht selbst verkauft hatten.
Statt eines politisch geforderten einheitlichen Pfandsystems wurden vom Handel jedoch verschiedene parallel laufende Pfandsysteme eingeführt. Hintergrund dieser Entwicklung war die in der Verordnung vorgesehene Möglichkeit der sogenannten Insellösungen.
Seit dem 29. Mai 2005 beträgt das Pfand einheitlich 0,25 € – im Einzelhandel einschließlich Umsatzsteuer, im Großhandel zuzüglich Umsatzsteuer – auf Einweggetränkeverpackungen von 0,1 bis 3 Litern und gilt auf unbestimmte Zeit. Diese Drei-Liter-Grenze führt zu ungewöhnlichen Reaktionen einiger Hersteller, die in Erwägung ziehen, durch Mengen knapp über der Grenze das Gesetz zu umgehen.
Am 1. Mai 2006 wurde die Pfandpflicht auf sämtliche Verpackungen für Bier, Biermischgetränke, Mineral- und Tafelwässer (mit und ohne Kohlensäure), Erfrischungsgetränke (mit und ohne Kohlensäure) inklusive Eistee und Alcopops in Dosen und Einwegflaschen (Kunststoff und Glas) ausgeweitet. Am 1. Januar 2019 wurde die Pfandpflicht auf Frucht- und Gemüsenektare mit Kohlensäure sowie auf Mischgetränke mit einem Anteil an Milcherzeugnissen, insbesondere Molke, von mindestens 50 Prozent erweitert.
Seit 2022 sind auch alkoholische Mischgetränke, Frucht- und Gemüsesäfte, Wein und Sekt in Dosen und Plastikflaschen pfandpflichtig. Außerdem gilt dies für alle diätischen Getränke sowie Milch und Milchprodukte in Dosen. Eine Übergangsregelung bis 2024 gab es für Milch und Milchprodukte in Einwegflaschen.

#### Wirkung

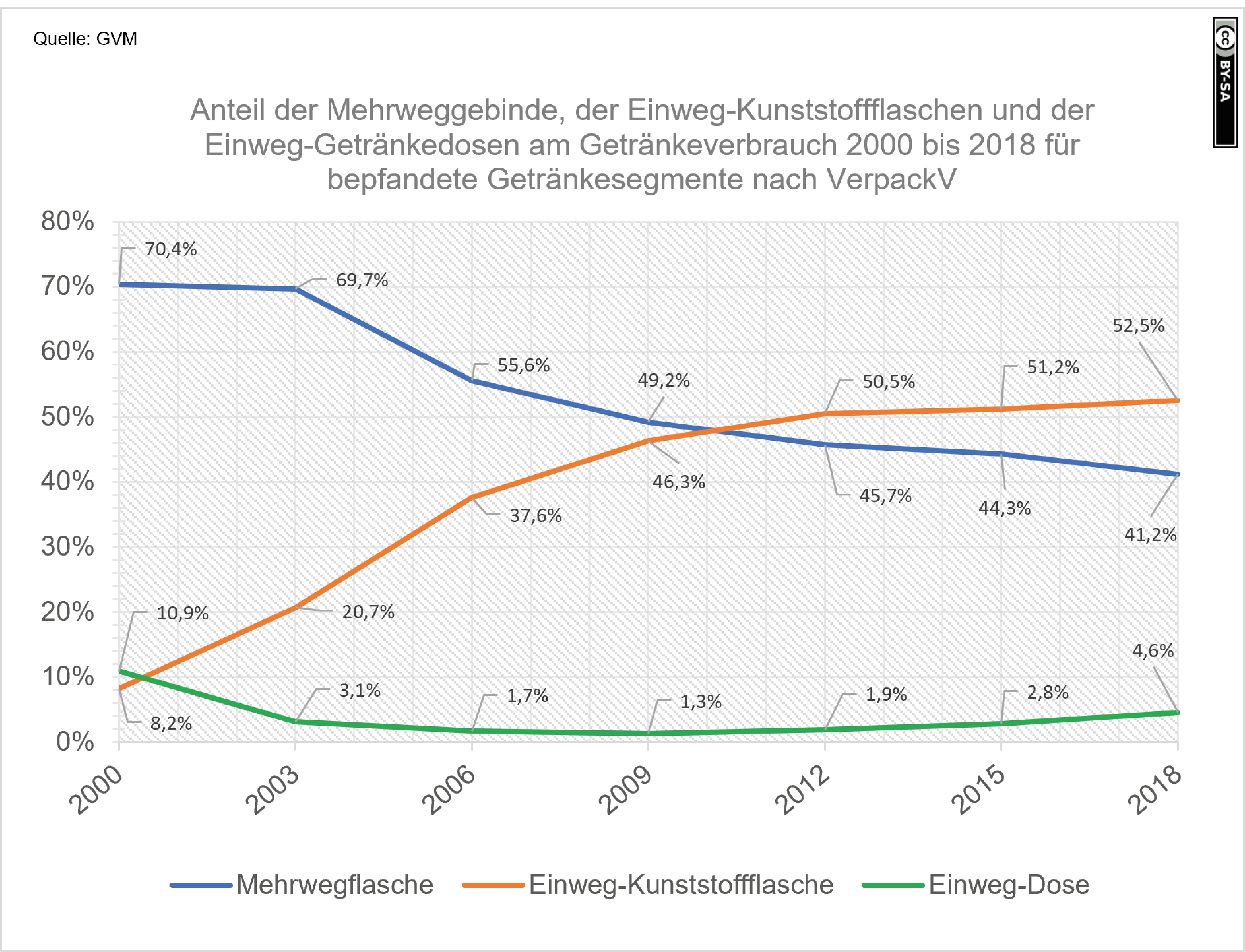
Nutzung der Mehrwegflasche, Einweg-PET-Flasche und Getränkedose in den Jahren 2000–2018 in bepfandeten Getränkesegmenten

Nach Erhebungen der Gesellschaft für Konsumforschung (GfK) ist die Mehrwegquote bei alkoholfreien Getränken bis 2008 auf 31 Prozent zurückgegangen. Sie hat sich seit der Pfandeinführung also etwa halbiert. Bei Bier hingegen lag sie bei 90 Prozent. Als Gründe für den Rückgang werden Kostenvorteile im Handel und nachfrageseitig niedrigere Endverbraucherpreise und Verfügbarkeit von Getränken in Einwegverpackungen, einfachere Handhabbarkeit und schlechte Unterscheidbarkeit von Einweg und Mehrweg angeführt. Laut einer TNS-Emnid-Umfrage glaubte 2010 etwa die Hälfte aller Verbraucher, sie kaufen umweltfreundliche Mehrwegflaschen, wenn sie Pfand bezahlen müssen.
Im Mai 2010 präsentierte das Umweltbundesamt eine Studie, die das Augsburger Umweltinstitut bifa in seinem Auftrag erstellt hatte und die die Auswirkungen des Einwegpfandes analysiert. Wegen der häufigen aber irrtümlichen Gleichsetzung von Pfand und Mehrweg empfahl das bifa unter anderem, die mit 0,25 € bepfandeten Getränkeverpackungen gut sichtbar als „Einwegverpackung“ zu kennzeichnen.

Überblick über die prozentuale Verwendung der Getränkebehälter in bepfandeten Getränkesegmenten (2019)

Der Markt der Getränkedosen ist seit der Einführung des Pfands 2003 eingebrochen und erholt sich nur langsam. Da die Einführung dermaßen nicht nur für Verbraucher, sondern auch für Händler irritierend erschien, nahmen viele Geschäfte pfandpflichtige Flaschen und Dosen kurzzeitig vollständig aus ihrem Sortiment, um kein mögliches Verlustrisiko einzugehen. Man begründete die Entscheidung mit der unklaren Politik der Auszahlung bzw. Einlösung des Pfandes und versprach vielerorts, nach spätestens 4 Monaten wieder das übliche Sortiment zu führen. Teilweise fand die Getränkedose jedoch erst 2010 wieder ihren Weg in den Einzelhandel, nachdem unter anderem durch die Fußball-Weltmeisterschaft die Nachfrage gestiegen war.
2019 sind 390.000 Tonnen PET-Flaschen gesammelt worden, davon wurden 94 Prozent recycelt, und 37,7 Prozent wurden wieder in der Herstellung neuer Flaschen eingesetzt. Durch die Reinheit und Hochwertigkeit des Rezyklats wird das Material auch in anderen Branchen verwendet, so sind weitere 28,6 Prozent in Folien und 20,4 Prozent in Textilfasern eingeflossen.
Der Anteil der Mehrwegflaschen ist insgesamt gesunken, lediglich bei dem Vertrieb von Bier liegt der Anteil noch hoch mit fast 80 Prozent, alle anderen Getränkebereiche weisen jeweils 2019 nur noch maximal 42 Prozent auf.  Beim Mineralwasser wurden 71 Prozent bei Einführung in Mehrwegflaschen abgefüllt, 2019 sind es lediglich 41 Prozent.

#### Pfandschlupf
Geschätzt wird, dass bis Anfang 2006 etwa 10 bis 25 Prozent aller pfandpflichtigen Einwegverpackungen nicht in den Handel zurückgebracht wurden. Experten schätzen, dass nach der Vereinfachung des Rücknahmesystems noch etwa 5 Prozent verlorengehen. Für das Jahr 2012 ging das Umweltbundesamt etwa von einer Rücklaufquote von 95,9 Prozent aus.

#### Steuerfragen
Die auf den Pfandpreis zu erhebende Umsatzsteuer richtet sich nach dem Steuersatz des darin enthaltenen Produkts, das sind im Allgemeinen 19 Prozent, bei Milch 7 Prozent. Für deutsche Verbraucher versteht sich der Pfandpreis inkl. Umsatzsteuer; im Zwischenhandel wird der Pfandbetrag als Nettopreis berechnet.
Die faktisch unterschiedliche Pfandhöhe im Einzelhandel von 25 Cent (einschließlich Umsatzsteuer) bzw. etwa 30 Cent (25 Cent zuzüglich Umsatzsteuer in Höhe von knapp 5 Cent) wurde schon früh thematisiert. Ein Einzelhändler zahlt seinem Großhändler 25 Cent plus Umsatzsteuer pro Einwegpfand, insgesamt etwa 30 Cent, erhält seinerseits vom Kunden 25 Cent, wenn der das Pfand bei ihm einlöst. Der Einzelhändler gibt das Leergut dem Großhändler zurück und es entsteht ihm kein Schaden. Gelingt ihm die Rücknahme nicht, hat er Gewinneinbußen, die er einkalkuliert, gibt er zurückgenommene Pfandflaschen gegen 25 Cent an andere Personen ab, verzichtet er ebenfalls auf Einnahmen. Gibt der Endkunde (oder eine andere Organisation, die beispielsweise Flaschen vom Einzelhandel zu 25 Cent aufkauft) das Leergut direkt beim Großhandel zurück, indem er dort als Geschäftskunde auftritt, erhält er das Pfand samt Umsatzsteuer erstattet. Er schuldet diese Umsatzsteuer zwar dem Staat, kann aber kaum verfolgt werden. Diese Umsatzsteuerhinterziehung ermöglicht eine Bereicherung auf Kosten des Staates bzw. der Steuerzahler.
Im Jahr 2015 wurde über hierdurch entstehende Steuerausfallschäden in Höhe von jährlich 40 Millionen Euro spekuliert. Das Bundesfinanzministerium geht davon aus, dass ein Steuerschaden nicht primär durch die unterschiedliche steuerliche Behandlung entstünde, sondern durch die nicht versteuerten Gewinne der Pfandflaschenhändler, die kaum verfolgbar sind. Die Fachliteratur bejaht grundsätzlich die Möglichkeit von steuerlichen Einnahmeverlusten, ist sich aber uneins über den tatsächlichen Umfang. Teils wird der Umfang für marginal gehalten, teils wird die Schätzung von 40 Millionen Euro als „durchaus plausibel“ bewertet.
Die Einnahmen aus dem Aufsammeln und Einlösen von Pfandflaschen sind gemäß einem Urteil des Bundesfinanzhofs i. S. d. § 22 Nr. 3 Satz 1 EStG als sonstige Leistung zu versteuern. Die Freigrenze liegt bei 255,99 € pro Jahr. Ab 256,00 € sind die kompletten Einnahmen zu versteuern. Werbungskosten können von den Einnahmen abgezogen werden. Eine Besteuerung des Flaschensammelns kommt tatsächlich kaum in Betracht, da der Grundfreibetrag allein auf diese Weise zumeist nicht überschritten wird.

### Mehrweg
Anders als beim Einwegpfand gibt es für die Höhe des Mehrwegpfands keine gesetzliche Regelung; dieses könnte von jedem Abfüller frei bestimmt werden. So war beispielsweise die 1,5-Liter-PET-Mehrwegflasche von Coca-Cola im Einführungsjahr 1990 mit 0,50 DM bepfandet. Ab 1. Dezember 1991 wurde der Betrag je Flasche dann auf 0,70 DM angehoben und am 1. Januar 2002, zur Einführung des Euro, dem branchenüblichen Betrag von 0,15 € angepasst.
In Deutschland gelten daher folgende Beträge:
- Mehrweg-Bierflaschen werden mit 0,08 € verbucht, egal ob mit 0,33 l oder 0,5 l Inhalt.
- Mehrweg-Bierflaschen mit Bügelverschluss haben 0,15 € Pfand, werden regional auch mit 0,25 €, 0,50 € oder 0,60 € bepfandet.
- Sonstige Mehrwegflaschen aus Glas oder härterem Kunststoff mit Drehverschluss kommen auf 0,15 €. Hierzu zählen z. B. Mineralwasser, Limonade, Joghurt, Milch, Sahne, Apfelwein, Fruchtsäfte.
- Mehrweg-Glasflaschen der Firma Schweppes werden mit 0,10 € bepfandet, Lemonaid mit 0,25 €.
- Für 1-Liter-Weinflaschen aus Glas werden in manchen Handelsketten 0,02 € bzw. 0,03 € Pfand erhoben.[29]

Probleme bei der automatisierten Leergutrücknahme gibt es in diesem Zusammenhang beispielsweise bei 0,5-Liter-Glasflaschen in NRW-Form für Mineralwässer und Limonaden. Diese werden meist entgegen dem Inhalt wie eine Bierflasche mit 0,08 € bepfandet, von einigen wenigen Herstellern (z. B. Club Mate) aber mit 0,15 €. Nur Automaten, die über die Form hinaus weitere Merkmale scannen, können die unterschiedlichen Pfandsätze erkennen. Ansonsten werden i. d. R. nur die niedrigeren 0,08 € gutgeschrieben. Flaschen aus dem Ausland (fremdsprachiger Aufdruck oder nicht-deutscher EAN-Code) werden meist nicht zurückgenommen, bei gleicher Gestalt mit deutschen Standardflaschen jedoch oft von Automaten akzeptiert.

#### Eigentumsverhältnisse
Wer über die verschiedenen Handelsstufen Eigentümer wird oder bleibt, ist umstritten.
Der Bundesgerichtshof unterscheidet dabei nach Art der mehrfach verwendeten Pfandflaschen. Dies hängt davon ab, ob die verwendete Flasche durch eine dauerhafte Kennzeichnung als Eigentum eines bestimmten Herstellers oder Vertreibers ausgewiesen ist, ob sie einer Herstellergruppe zugeordnet werden kann oder ob es sich um eine sogenannte Einheitsflasche handelt, die keine Individualisierungsmerkmale aufweist und von unbestimmt vielen Herstellern verwendet wird.
Bei Mehrwegflaschen, die dauerhaft so gekennzeichnet sind, dass sie sich von Flaschen anderer Hersteller/Vertreiber unterscheiden und eindeutig als Eigentum eines bestimmten Herstellers erkennbar sind (sogenannte Individualflaschen), verbleibt das Eigentum beim Hersteller/Vertreiber und wird auch auf den nachfolgenden Handelsstufen nicht an den Erwerber des Flascheninhalts übertragen. Hierunter fallen z. B. die individuellen Coca-Cola-Flaschen, da diese stets dem Hersteller zuzuordnen sind.
Demgegenüber erstreckt sich der Eigentumsübergang bei sogenannten Einheitsflaschen nicht nur auf den Inhalt, sondern auch auf die Flasche selbst. Dies gilt gleichermaßen auf allen Vertriebsstufen und selbst dann, wenn der Hersteller/Vertreiber in seinen Allgemeinen Geschäftsbedingungen den Eigentumserwerb an der Flasche ausdrücklich ausgeschlossen hat.
Streitig bleibt die Rechtslage bei Flaschen, die zwar nicht einem bestimmten Hersteller, aber einer Herstellergruppe zugeordnet werden können, was der BGH nicht entschieden hat, wozu er aber die Meinung vertritt, dass vom Hersteller die Rückgabe der Flaschen, die so geprägt und beschriftet sind, dass die Zuordnung zum Produzenten dauerhaft erkennbar ist, – verstärkt durch die versprochene Erstattung des Pfandbetrags – erwartet werde. Darunter fallen Pfandflaschen der entsprechenden Abfüllerverbände (z. B. der Genossenschaft Deutscher Brunnen (GDB), die ihre Flaschen rechtsirrtümlich als Leih-Flaschen bezeichnet). Inzwischen werden von der GDB hauptsächlich PET-Flaschen ausgegeben, davor wurden Glasflaschen (die sogenannten Normbrunnenflaschen) verwendet, wobei beide weiterhin mit dem GDB-Siegel gekennzeichnet sind.
Unabhängig von der Eigentumsfrage können Mehrwegflaschen grundsätzlich bei jedem Händler, der eine Marke in dieser Flasche verkauft, gegen Rückvergütung des vorher geleisteten Pfandbetrages zurückgegeben werden.

## Situation in Österreich
Pfandsysteme werden für Mehrweggebinde sowie seit 2025 für Einweg-Getränkeverpackungen aus Kunststoff oder Metall eingesetzt. Die gesetzliche Basis wurde 2021 durch eine Novelle des Abfallwirtschaftsgesetzes 2002 (AWG) geschaffen, das den zuständigen Bundesminister ermächtigt, Maßnahmen zur Abfallreduktion zu verordnen (§ 14 AWG). Außerdem wurden erstmals verpflichtende Mehrwegquoten festgelegt (§ 14b AWG) und ein Einwegpfand für Einweg-Getränkeverpackungen eingeführt (§ 14c AWG). Seit dem 1. Jänner 2025 wird mit Übergangsfrist bis Jahresende in Österreich ein Einwegpfandsystem für Gebinde von 0,1 bis 3 Liter Füllvolumen eingeführt. Der Verband EWP Recycling Pfand Österreich wirkt dabei mit. Er bewertete die ersten sechs Monate positiv: Rund 357 Millionen der 880 Millionen verkauften Pfandgebinde wurden bis Ende Juni 2025 zurückgegeben (48 Prozent der Flaschen und 52 Prozent der Dosen). 2025 hoffe man auf eine Rücklaufquote von 80 Prozent und bis 2027 auf 90 Prozent.

### Pfand auf Mehrweggebinde
Mehrwegpfandflaschen werden seit Jahrzehnten verwendet. Ihr Einsatz war zuletzt jedoch vor allem auf Bier beschränkt; alkoholfreie Getränke wurden dagegen vor allem in Einweg-Plastikflaschen angeboten. Die Novelle des AWG von 2022 verlangt, dass größere Lebensmittelhändler (Verkaufsfläche über 400 Quadratmeter) ab 2024 einen bestimmten Mindestanteil ihrer Getränkeverkäufe mittels Mehrweggebinden tätigen.
Dieser Mindestanteil kann von Händlern auf zwei Arten erfüllt werden:
- Angebotsquote: Ein bestimmter Mindestanteil des Sortiments von Bier und alkoholfreien Getränken (Wasser, Säfte, Erfrischungsgetränke, Milch) wird in Mehrweggebinden angeboten. Dieser Anteil beträgt je nach Getränkeart 10 bis 15 Prozent.
- Absatzquote: 25 Prozent der abgesetzten Menge wird in Mehrweggebinden verkauft.

Einweg- und Mehrweggebinde können im Geschäft und in Onlineshops über entsprechende Kennzeichnung unterschieden werden. Für Mehrweggebinde wird Pfand eingehoben.
Das Pfand für Standard-Bierflaschen betrug seit Jahrzehnten 9 Cent (bis 2001 ATS 1,20) und wurde mit 2. Februar 2025 auf 20 Cent erhöht.

### Pfand auf Einweggebinde
Mit der Novelle des AWG gilt seit dem 1. Januar 2025 ein Einwegpfand für geschlossene Getränkegebinde aus Kunststoff oder Metall. Als Grund nannte das zuständige Ministerium die damalige Recyclingquote von etwa 70 Prozent für Einwegkunststoffflaschen. Laut EU-Vorgaben muss aber bis 2029 eine Recyclingquote von 90 Prozent erreicht werden.
Die Pfandpflicht wird im Detail durch Verordnung geregelt. Das Pfand beträgt für Getränkegebinde mit einem Füllvolumen von 0,1 bis 3 Litern einheitlich EUR 0,25. Ausgenommen sind folgende Gebinde: Getränkeverbundkartons (= Tetra Pak), Getränkeflaschen aus Glas oder Metall mit Verschlüssen oder Deckeln aus Kunststoff, Getränkeflaschen, die für Beikost und flüssige Lebensmittel für besondere medizinische Zwecke bestimmt sind und dafür verwendet werden, Getränkearten von Milch und Milchmixgetränken (aus hygienischen Gründen), Sirupe (da diese nicht für den unmittelbaren Verzehr bestimmt sind).
Gebinde können an allen Verkaufsstellen, die Getränke in solchen Gebinden verkaufen, zurückgegeben werden. Eine Plastikflasche kann in jedem Geschäft zurückgegeben werden, das einwegpfandpflichtige Getränke verkauft, selbst wenn es das konkrete Produkt oder die konkrete Flaschenform oder -größe nicht im Sortiment führt. Sonderregeln bestehen für Einkaufszentren, Einkaufsstraßen und Bahnhöfe, in denen mehrere Verkaufsstellen eine gemeinsame Rücknahmestelle einrichten können.
Alle pfandpflichtigen Gebinde sind mit dem Pfandsymbol gekennzeichnet. Dieses wird bei der Rückgabe in Pfandautomaten gemeinsam mit der GTIN (früher EAN) geprüft. Dazu müssen die Gebinde bei der Rückgabe leer und dürfen nicht zerdrückt sein; das Pfandsymbol und Barcode müssen noch gut lesbar sein.

Pfandsymbol für Einweggebinde in Österreich
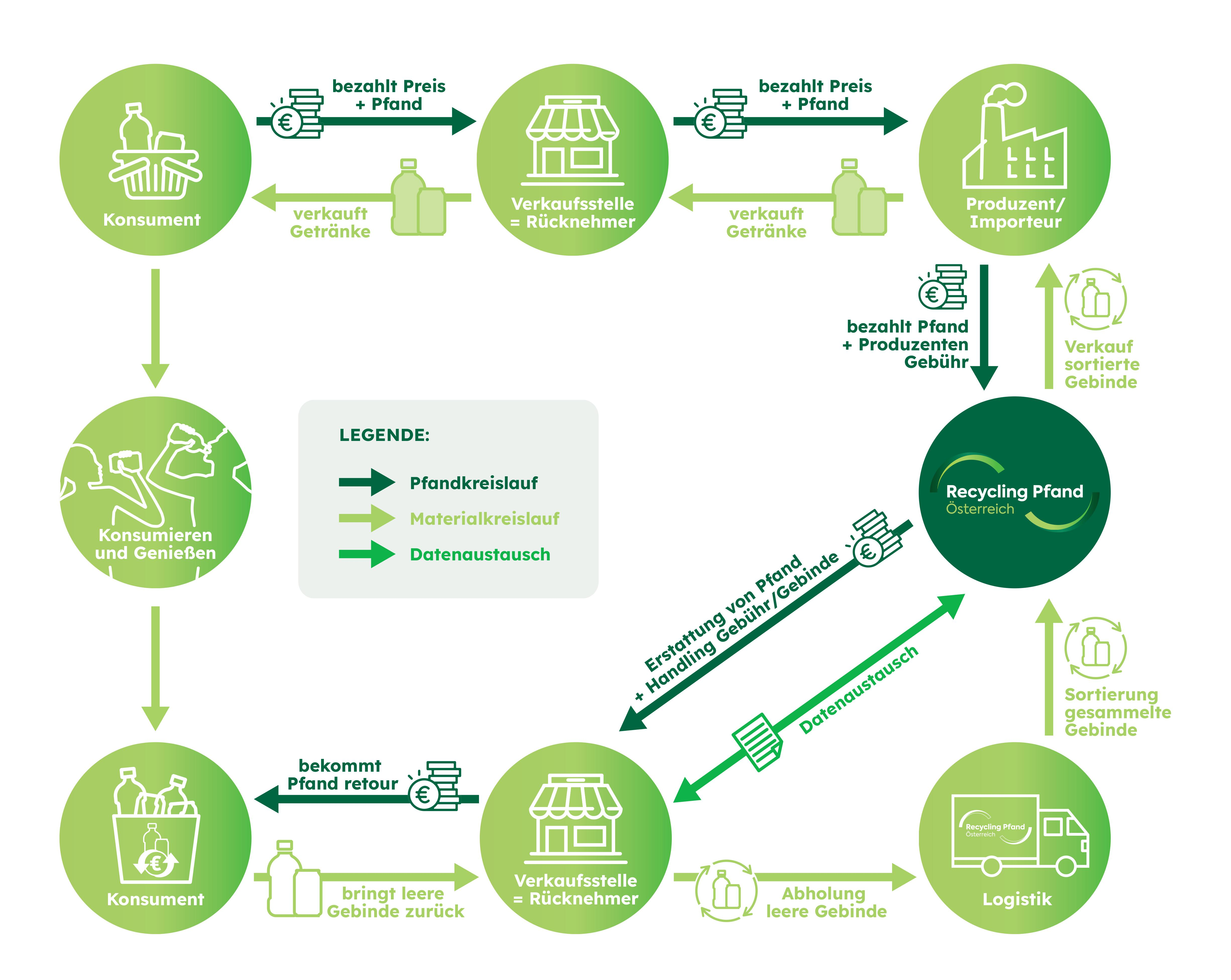
Kreislauf im österreichischen Pfandsystem

## Situation in der Schweiz

### Beträge
Glasflaschen müssen auch in der Schweiz theoretisch nur von dem Händler zurückgenommen werden, der Flaschen dieses Typs ausgegeben hat. Für Mehrweg-Bierflaschen werden heute zwischen 30 und 50 Rappen Flaschendepot verlangt. Für Kisten inklusive 20 Flaschen fallen in der Regel 10 Franken Depot an.
Für die flächendeckende getrennte Sammlung von PET-Einweggetränkeflaschen ist der 1990 gegründete Verein PRS PET-Recycling Schweiz verantwortlich. Diesem sind 97 Prozent der Schweizer Getränkeproduzenten, Importeure, Abfüller und Einzelhändler als Mitglied angeschlossen. Da 2008 die Rücklaufquote bei einem Verbrauch von über einer Milliarde PET-Flaschen bzw. von 45.712 Tonnen bei 78 Prozent lag, sind PET-Flaschen weiterhin von einem Pfand befreit. Das PET-Recycling wird seit Januar 2007 durch einen vorgezogenen Recyclingbeitrag von 1,8 Rappen je Flasche finanziert, zuvor lag dieser seit Juli 2000 bei 4 Rappen.

### Rechtslage
In der Schweiz ist die Abgabe und die Rücknahme von Getränkeverpackungen für die Verwendung im Inland sowie die Finanzierung der Entsorgung von Getränkeverpackungen aus Glas in der vom Bundesrat erlassenen Verordnung über Getränkeverpackungen (VGV) vom 5. Juli 2000 geregelt. Getränkeverpackungen aus Glas, PET und Aluminium müssen eine Verwertungsquote von je mindestens 75 Prozent nachweisen. Wird diese nicht erreicht, kann das Umwelt-Departement ein Pfand vorschreiben.

### Verwertungsquote
Entwicklung der verwerteten Mengen von Getränkeverpackungen:
| Jahr | PET  | Alu  | Glas |
| ---- | ---- | ---- | ---- |
| 2000 | 82 % | 90 % | 91 % |
| 2001 | 82 % | 91 % | 91 % |
| 2002 | 72 % | 91 % | 94 % |
| 2003 | 71 % | 85 % | 95 % |
| 2004 | 74 % | 88 % | 95 % |
| 2005 | 75 % | 90 % | 95 % |
| 2006 | 76 % | 90 % | 96 % |
| 2007 | 78 % | 90 % | 95 % |
| 2008 | 78 % | 91 % | 95 % |
| 2009 | 81 % | 91 % | 95 % |
| 2010 | 80 % | 91 % | 94 % |
| 2011 | 80 % | 91 % | 94 % |
| 2012 | 81 % | 92 % | 96 % |
| 2013 | 83 % | 91 % | 96 % |
| 2014 | 82 % | 92 % | 96 % |
| 2015 | 83 % | 91 % | 93 % |
| 2016 | 82 % | 90 % | 96 % |

## Restliches Europa

Europäische Länder mit Flaschenpfandsystemen
Pfand für PET-Flaschen und Getränkedosen
Flaschenpfand geplant
Kein Pfand für PET-Flaschen und Getränkedosen

### Skandinavien
Während es in den meisten anderen Ländern Europas Flaschenpfand im Bereich der Mehrweg-Bierflaschen aus Glas gibt, ist das Einwegpfand vor allem in Skandinavien in Gebrauch, in fast allen anderen Ländern jedoch nicht. Dort existieren schon länger Regelungen. Schweden hat dabei das älteste Pfandsystem. Hier gibt es bereits seit 1885 ein Pfandsystem für die standardisierte 33-cl-Glasflasche. 1984 kam ein Dosenpfand und in den 1990er Jahren ein Pfand auf übrige Glas- sowie PET-Einwegflaschen hinzu.
Lizenznehmer des Rücknahmesystems ist das Unternehmen Returpack. Die Rücknahme geschieht größtenteils über Automaten, die die zurückgenommenen Verpackungen sofort platzsparend zusammenpressen. Das System finanziert sich durch den Verkauf der gesammelten Einwegverpackungen. Die Rückgabequote erreicht etwa 85 Prozent und liegt nur knapp unter den gesetzlich geforderten 90 Prozent. Plastikflaschen sind grundsätzlich Einwegflaschen. Im September 2010 wurde das Pfand auf Getränkedosen von 0,50 auf 1,00 SEK erhöht, um die Rücklaufquote zu erhöhen.
Das in Schweden erhobene Pfand beträgt für:
- Getränkedosen: 1,00 SEK (ca. 0,09 €)
- 0,33-l-Glasflaschen: 0,60 SEK (ca. 0,05 €) bis 30. Mai 2025, seit 1. Juni 2025 3 SEK[47](ca. 0,27 €)
- 0,5-l-Glasflaschen: 0,90 SEK (ca. 0,08 €) bis 30. Mai 2025, seit 1. Juni 2025 3 SEK[47] (ca. 0,27 €)
- PET-Flaschen bis 1 l: 1,00 SEK (ca. 0,09 €)
- PET-Flaschen über 1 l: 2,00 SEK (ca. 0,18 €)

In Norwegen wurde 1999 gleichzeitig mit der Erlaubnis von Aludosen auch das Pfand eingeführt. Die Umstellung war unproblematisch, da bereits seit den 1970er Jahren flächendeckend Rücknahmeautomaten existieren. In Norwegen gelten zurzeit folgende Pfandbeträge:
- Flaschen und Dosen bis 0,5 l: 2,00 NOK (ca. 0,17 €)
- Flaschen und Dosen über 0,5 l: 3,00 NOK (ca. 0,25 €)

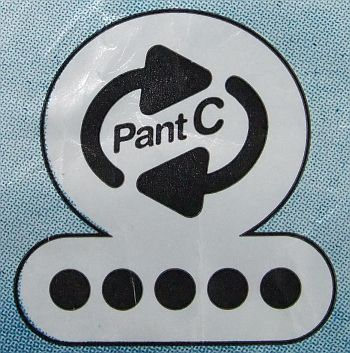
Pfandpreisstufe C in Dänemark

In Dänemark existiert ebenfalls ein Einwegpfand auf PET-Flaschen und Dosen. Der Verkauf von Getränkedosen war von 1982 bis 2002 verboten. Nach jahrelangem Streit mit der Europäischen Union gaben die Dänen nach und ließen Getränkedosen wieder zu. Folgende Pfandbeträge gelten zurzeit in Dänemark:
- PET-Getränkedosen und Glasflaschen bis unter 1 l: 1,00 DKK = ca. 0,13 € (Pant A)
  - Ausnahme: PET-Flaschen von 0,5 l: 1,50 DKK = ca. 0,20 € (Pant B)
- PET-Getränkedosen und Glasflaschen ab 1 l: 3,00 DKK = ca. 0,40 € (Pant C)

Auch Finnland verfügt über ein nationales Rücknahmesystem mit dem Namen Palpa. Dabei besteht die Pfandpflicht für Einwegverpackungen seit dem 1. Januar 2008. Folgende Pfandbeträge sind festgelegt:
- 0,10 € auf wiederbefüllbare Glasflaschen für alkoholische Getränke (0,3 l bis 0,75 l), auf recyclebare Glasflaschen (0,15 l bis 2,0 l) sowie auf PET-Flaschen mit einem Fassungsvermögen bis 0,35 l.
- 0,15 € auf Getränkedosen
- 0,20 € auf wiederbefüllbare Plastikflaschen mit 0,5 l Fassungsvermögen und auf PET-Flaschen mit Fassungsvermögen zwischen 0,35 l und 1,0 l.
- 0,40 € auf Glasflaschen mit 1,0 l Inhalt, wiederbefüllbare Plastikflaschen mit 1,0 l oder 1,5 l Fassungsvermögen und auf PET-Flaschen mit Fassungsvermögen über 1,0 l.

Von Alko und Lidl werden Flaschen ausgegeben, die nur von diesen Ketten zurückgenommen werden.

### Estland

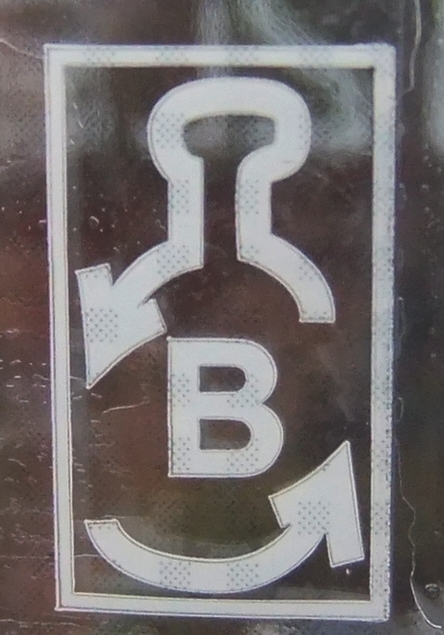
Pfandsymbol Estland („B“ auf 1½-l-Flasche)

In Estland gibt es seit 2009 ein einheitliches Rücknahmesystem (Eesti Pandipakend) für Einweg- und Mehrweg-Getränkebehälter. Pfandbetrag ist stets 0,10 €, es werden aber weiter Verpackungsklassen verwendet:
- (A) PET-Flaschen bis einschließlich 0,5 l
- (B) PET-Flaschen über 0,5 l
- (C) Getränkedosen
- (D) Einweg-Glasflaschen

Ferner sind alle Mehrwegflaschen mit dem Pfandsymbol (K) gekennzeichnet.

### Frankreich
In Frankreich gab es früher wie in Spanien und Marokko die sogenannten Sternchenflaschen, das waren 1-l-Mehrweg-Weinflaschen mit 4–6 Sternen um den Hals herum. Heutzutage gibt es diese Flaschen nur noch in Marokko. In Frankreich existiert kein flächendeckendes Pfandsystem. Einzelne Unternehmen wie Brauereien, vor allem im Elsass, unterhalten eigene Mehrwegpfandsysteme.

### Kroatien
In Kroatien wurde am 1. Januar 2006 ein Pflichtpfand von 0,50 Kuna (etwa 7 Cent) für Einweg-Getränkeverpackungen mit mehr als 0,2 l Inhalt eingeführt.
Das Einwegpfand (meist Plastikflaschen und Dosen) kann in allen größeren Läden, die Einwegpfandgebinde verkaufen, wieder eingelöst werden. Beim Mehrwegpfand (Kästen mit Glasflaschen) werden diese nur in den Geschäften (Filialen) wieder eingenommen und das Pfand erstattet, in dem die Flaschen gekauft wurden und das Pfand entrichtet wurde. Hierfür ist der Kassenbon beim Kassierer entsprechend vorzuzeigen. Ein Umtausch Leer gegen Voll ist möglich.

### Litauen
In Litauen wird für die Getränkeverpackung, egal ob Glas, PET oder Alu, seit 2016 ein Pfand von 10 Cent erhoben. Die bepfandeten Artikel erhielten einen anderen EAN-Code. Pfandsymbol ist ein „D“-ähnliches Zeichen. Die Rückgabe erfolgt über Automaten, die meist abseits von manchen Supermärkten stehen. Etliche Artikel haben gleichzeitig das Pfandsymbol von Estland. Im Jahr 2017 wurden insgesamt 274,3 Mio. Einwegverpackungen aus Kunststoff, Metall und Glas gesammelt. Die Quote beträgt 92 Prozent. Der Organisator ist die Anstalt VŠĮ „Užstato sistemos administratorius“ (USAD).

### Luxemburg
In Luxemburg sind verkorkte 1-l-Weinflaschen pfandpflichtig. 0,75-l und verschraubte Weinflaschen sind pfandfrei. Zudem werden teilweise Mehrweg-Bierflaschen bepfandet (10 Cent) und einige Dosenbiere.

### Niederlande
In den Niederlanden wurde nach eingehender Diskussion auf ein Pflichtpfand für PET-Flaschen und Dosen im Juni 2006 verzichtet. Mit den ursprünglichen Plänen sollte der Vermüllung der Landschaft („zwerfafval“, „littering“) entgegengetreten werden. Nach vorangegangenen erfolglosen Selbstverpflichtungen haben das Umweltministerium (VROM), der Städtebund (VNG) und der Arbeitgeberverband (VNO-NCW) dennoch eine weitere Selbstverpflichtung vereinbart. Danach sollen Städte unter anderem zunächst für drei Jahre Kontrolleure einsetzen, die illegales Entsorgen von Verpackungen mit Verwarnungsgeldern ahnden.
Auf Einwegflaschen (PET) mit einem Inhalt von 1 Liter oder mehr wird Pfand („statiegeld“) in Höhe von 0,25 € pro Flasche und auf kleinere Einwegflaschen seit 1. Juli 2021 0,15 € Pfand pro Flasche erhoben. Die Preise im Laden sind exklusive Pfand. Bei vielen Einzelhändlern stehen Automaten ähnlich wie in Deutschland. Alle Dosen waren pfandfrei, auf Mehrweg-Bierflaschen aus Glas kann (freiwillig) Pfand erhoben werden, dies ist aber nicht gesetzlich vorgeschrieben. Wird ein solches Pfand bei Bierflaschen erhoben, liegt es bei kleineren bei 0,10 € bzw. 0,20 € bei größeren Flaschen. Nach einem neuen Gesetz ist ab dem 1. April 2023 Dosenpfand eingeführt worden, was für alle Getränkeverpackungen aus Metall bis zu 3 Litern gilt. Es beträgt 0,15 € pro Dose. Plastikflaschen für Milchprodukte, Sirupe und Lebensmittel wie Suppen sind vom Pfandsystem ausgenommen.

### Portugal
In Portugal gibt es ein Mehrwegpfand auf diverse Softgetränke sowie auf Bier.

### Spanien
In Spanien gab es früher wie in Frankreich und Marokko die sogenannten Sternchenflaschen, das waren 1-l-Mehrweg-Weinflaschen mit 4–6 Sternen um den Hals herum. Heutzutage gibt es diese Flaschen nur noch in Marokko.

### Tschechien
In Tschechien sind alle 0,5-Liter-Mehrweg-Bierflaschen mit 3 Kronen (rund 0,12 Euro) bepfandet. Verwendete man anfangs noch Flaschenformen, die der deutschen NRW-Flasche sehr ähnlich waren, werden nun fast alle Biere in individuellen Flaschenformen (z. T. mit Embossing) abgefüllt. Ein Grund für die Umstellung war das Gefälle zum deutschen 8-Eurocent-Pfand, das im Grenzbereich D/CZ für einen drastischen Zulauf von deutschem Leergut sorgte. Dosen sowie PET-Flaschen werden nicht bepfandet. Änderungen am Pfandsystem sind für 2025 geplant.

### Ungarn
In Ungarn wird seit Anfang 2024 ein Pfand von 50 Forint (0,12 Euro) auf Einweggetränkeverpackungen von 0,1 bis 3 Liter erhoben. Ausgenommen sind Milch und Getränke auf Milchbasis.

### Rumänien
In Rumänien wird seit dem 30. November 2023 ein Pfand von 0,50 Lei (0,10 Euro) auf Einweggetränkeverpackungen aus Glas, Kunststoff und Metall mit einem Fassungsvermögen von 0,1 bis 3 Liter erhoben. Mit annähernd 80.000 Rückgabestellen ist das integrierte System international eines der größten Pfandrückgabesysteme, das Daten von fast 80.000 Wirtschaftsbeteiligten für jährlich fast sieben Milliarden Verpackungen verarbeiten muss.

## Restliche Welt

### Nordamerika

Flaschenpfandsysteme in Nordamerika
Pfand für die meisten Flaschen und Getränkedosen
Pfand nur für Bier/Alkoholische Getränkebehälter
Flaschenpfand abgebrochen
Kein Flaschenpfand

Zehn US-Bundesstaaten haben Einwegpfand-Regelungen eingeführt, die unter dem Namen Container deposit legislation bekannt sind. Eine bundesweite Regelung existiert jedoch nicht. Das erste Gesetz dieser Art war die Oregon Bottle Bill, die im Jahr 1972 eingeführt wurde. In Anlehnung an diesen Namen werden Dosenpfand-Regelungen umgangssprachlich auch oft als Bottle Bill bezeichnet. In folgenden Bundesstaaten gibt es solche Gesetze:
- Connecticut (Pfand: 0,10 US$), eingeführt 1980, erhöht 2024
- Delaware (Pfand: 0,05 US$), eingeführt 1982, abgebrochen 2009
- Hawaii (Pfand: 0,05 US$), eingeführt 2005
- Iowa (Pfand: 0,05 US$, auch auf Weinflaschen), eingeführt 1979
- Kalifornien (0,05 US$, 0,10 US$ für Flaschen über 24 fl oz [knapp 710 ml]), eingeführt 1987, 25-prozentige Erhöhung 2007; die Mehrzahl der Einzelhändler nimmt jedoch kein Leergut zurück, sodass ein Großteil der Pfandflaschen und -dosen faktisch ohne Pfandrückerstattung mit dem Müll entsorgt wird.
- Maine (Pfand: 0,05 US$), eingeführt 1978
- Massachusetts (Pfand: 0,05 US$), eingeführt 1983
- Michigan (Pfand: 0,10 US$), eingeführt 1978
- New York (Pfand: 0,05 US$), eingeführt 1982
- Oregon (Pfand: 0,10 US$), eingeführt 1972, erhöht 2016
- Vermont (Pfand: 0,05 US$), eingeführt 1973[58]

In allen Provinzen und Territorien Kanadas ausschließlich Nunavut wird ebenfalls Pfand erhoben. So wird z. B. für das Ontario Deposit Return Program ein Pfand von 0,10 bis 0,20 CAD auf Behälter alkoholischer Getränke erhoben. In Québec umfasst die Pfandpflicht auch Softdrinks. Das Pfand beträgt hier zwischen 0,05 und 0,20 CAD.

#### Kampagne gegen ein Pfandsystem in den USA
In der Vergangenheit versuchte eine Reihe von Akteuren der US-amerikanischen Verpackungsindustrie systematisch, die Verantwortung für das Müllproblem auf die Konsumenten zu übertragen, indem sie es auf deren persönliches Handeln schob. Sie wollten gesetzliche Regelungen verhindern, die ein Pfandsystem für Behälter vorschreiben. Die systemische Lösung des Problems hätte die Firmen Coca-Cola, Anheuser-Busch und PepsiCo einen Teil ihrer Profite gekostet. Bereits 1953 wurde die Organisation Keep America Beautiful gegründet, die 1971 die Kampagne „People Start Pollution. People Can Stop It“ (deutsch: „Menschen verursachen Umweltverschmutzung. Menschen können sie stoppen.“) mit einem weinenden Indianer in einem Werbespot startete. Viele junge Leute fühlten sich angesprochen und aufgerufen, privat etwas zu tun. Die Kampagne lief zwölf Jahre lang und war von der New Yorker Agentur Ad Council entwickelt und von führenden Unternehmen aus der Verpackungs- und der Getränkeindustrie (American Can Company, Owens-Illinois Glass Company, Dixie Cup Company, Coca-Cola und anderen) finanziert worden. Bis heute gibt es nur in 13 der 50 US-Bundesstaaten Gesetze für ein Pfandsystem.

### Südamerika
Pfandsysteme bestehen auch in Argentinien, Chile und Uruguay. Problematisch ist hier, dass die Kunden bei der Rückgabe kein Geld erhalten. Ohne Zusatzkosten funktioniert nur der Austausch in gleicher Qualität und Menge.

### Afrika
In Marokko gibt es, wie früher in Frankreich und Spanien, die sogenannten Sternchenflaschen, 1-l-Mehrweg-Weinflaschen mit 4–6 Sternen um den Hals herum.

### Australien

Flaschenpfand in Australien
Flaschenpfandsystem in Kraft
Flaschenpfandsystem geplant (Tasmanien: 2022; Victoria: 2023)

Im Bundesstaat South Australia existiert ein Pfand auf Dosen und Glasflaschen. Es ist im Verkaufspreis des Getränkes enthalten und beträgt 0,10 AUD (ca. 0,08 €). Flaschen und Dosen sind in Australien beschriftet mit: „10 cent refund if sold in South Australia“.
Seit 2011 hat nun auch, auf Grundlage des bestehenden Systems in Südaustralien, das Northern Territory ein Pfand auf Einweg-Getränkeverpackungen eingeführt.
Im Bundesstaat Queensland wurde ein Pfand auf Getränkeflaschen und -dosen am 1. November 2018 eingeführt.

## Flaschensammler

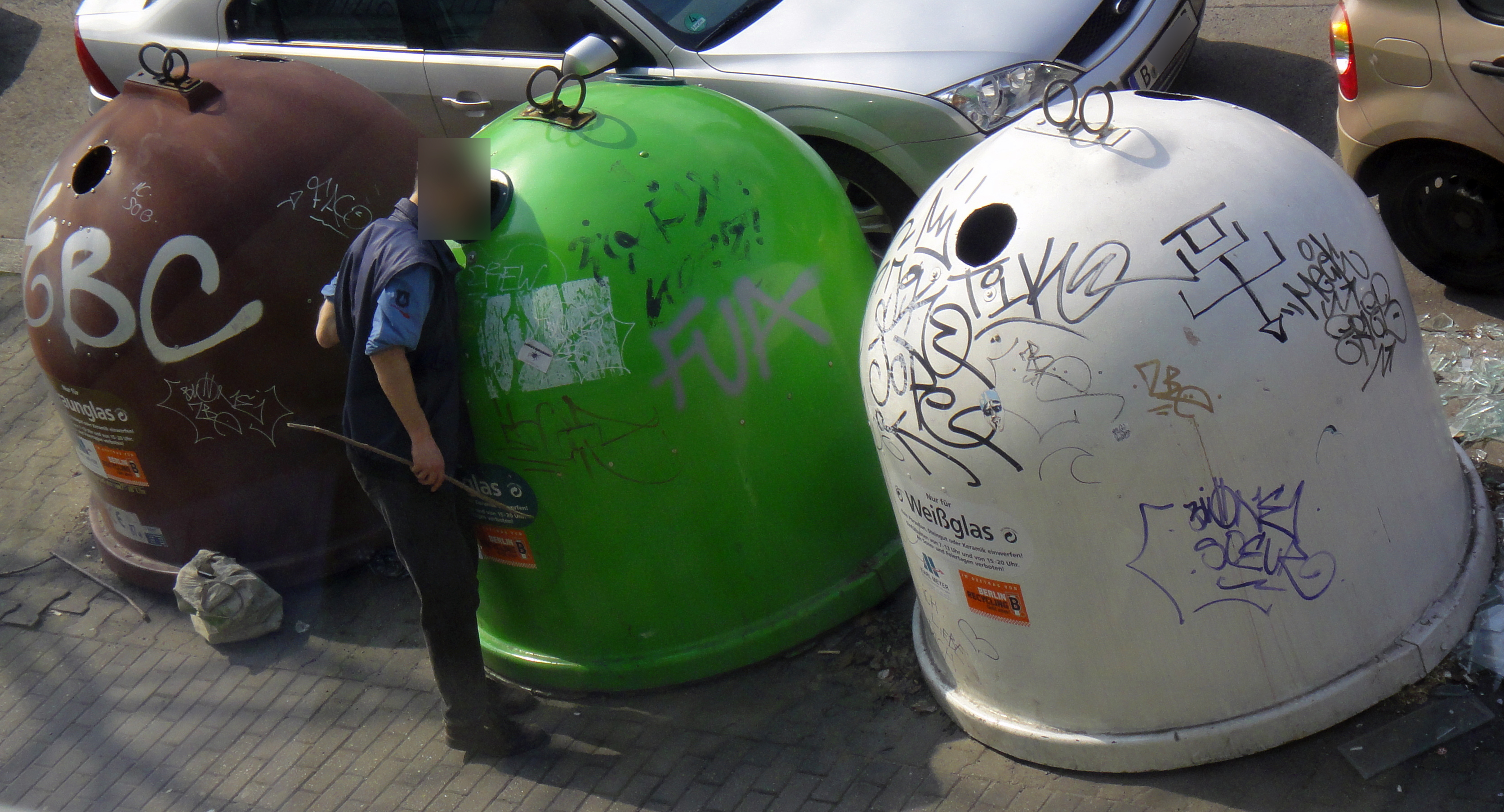
Flaschensammler an einem Recycling-Container in Berlin, 2013

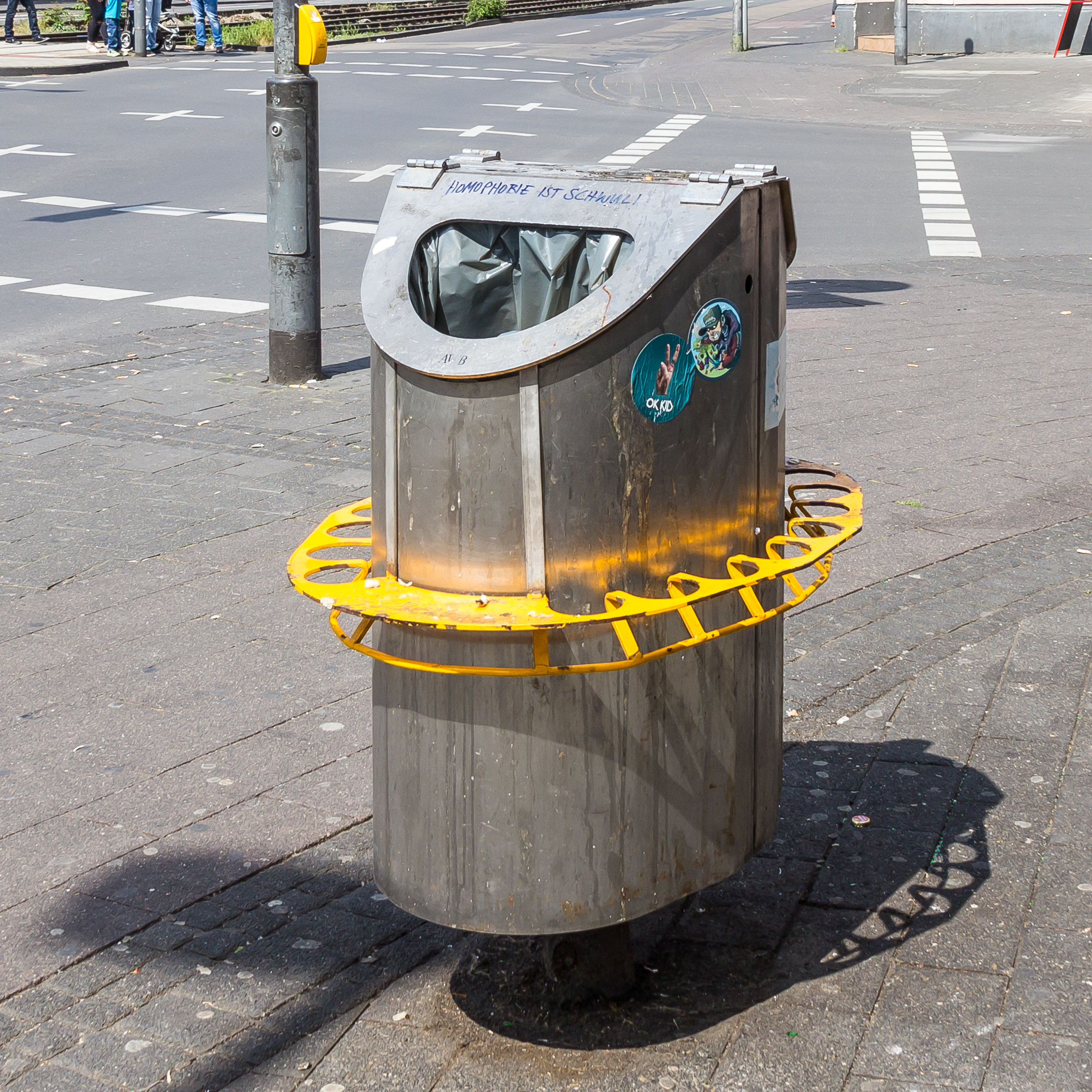
Pfandring an einem Abfalleimer in Köln

Das Flaschenpfand hat in Deutschland und anderen Ländern zu dem in allen Großstädten beobachteten Phänomen der Flaschensammler geführt. Diese Personen sammeln liegengelassene oder illegal weggeworfene Pfandflaschen oder neben Pfandautomaten aufgegebene Fehlwürfe auf oder suchen in (hauptsächlich öffentlichen) Abfalleimern oder auch Altglascontainern danach und führen sie dem Pfandsystem wieder zu. Als Grund wird oft eine prekäre Situation der agierenden Personen vermutet. Nach wissenschaftlichen Untersuchungen ist der finanzielle Verdienst zwar ein zentrales, aber nicht das einzige Motiv der Flaschensammler. Tatsächlich üben auch wirtschaftlich abgesicherte Personen diese Tätigkeit aus. Vereinzelt sind Fälle bekannt, in denen Flaschensammler tausende Euro einnahmen und gar Steuern entrichteten, was aber die Ausnahme ist. Oft wird die Tätigkeit des Flaschensammelns zeitlich und räumlich in der Nähe von Situationen, in denen verstärkt Getränke in der Öffentlichkeit konsumiert werden, ausgeführt, also am Rande von Fest- und Sportveranstaltungen, auf Bahnhöfen und in der Nähe von Diskotheken, oft am Wochenende und insbesondere in den Abend- und Nachtstunden. Dabei ist die Betätigung als Flaschensammler oft auch mit einem gesellschaftlichen Stigma verbunden.
Im September 2017 wurde bekannt, dass das Amtsgericht München eine 76-jährige Rentnerin, die aus Containern im Hauptbahnhof München mehrfach Flaschen genommen hatte, zu Geldstrafen von 450 und 500 Euro verurteilte. Vorausgegangen war eine Anzeige der Deutschen Bahn wegen Hausfriedensbruchs. Die Bahn verwies darauf, dass das Durchsuchen von Flaschenbehältern bundesweit verboten sei. Spendenaktionen zugunsten der Verurteilten erbrachten rund 1.500 Euro.
Teilweise bedienen sich Flaschensammler spezieller Geräte, um Leergut auch aus Entsorgungscontainern herausholen zu können. Da die Flaschen im Container Eigentum der Entsorgungsfirma sind, ist ihre Entnahme ein Diebstahl, der jedoch nur selten geahndet wird.
2011 rief Matthias Seeba-Gomille in Berlin die bundesweite Initiative Pfand gehört daneben ins Leben. Dabei werden Eigentümer einer ausgetrunkenen Pfanddose/-flasche dafür sensibilisiert, ihre leeren Dosen und Flaschen zu Gunsten von Flaschensammlern entweder neben den Mülleimer oder in gesonderte, selbstgebaute Pfandkisten abzustellen, die, bereitgestellt von einem Hamburger Getränkeproduzenten, an Laternenmasten oder Ampeln befestigt sind. Dadurch verschwinden weniger Getränkebehälter im Müll. Eine weitere Idee stammt von dem Kölner Designstudenten Paul Ketz, bei der von ihm entworfene orangefarbene/gelbe sogenannte Pfandringe an Abfalleimern montiert werden: Ein Konzept, das das „Bewusstsein schärfen soll“ und auf politischer Ebene, etwa von der Bezirksverordnetenversammlung (BVV) Charlottenburg-Wilmersdorf oder als erste Stadt Deutschlands von Bamberg, offiziell übernommen wurde. Dadurch, dass Menschen wie Obdachlose oder andere interessierte Personen nicht mehr in Müllbehälter wühlen müssen, sei zum Beispiel nach Ansicht des Hamburger Straßenmagazins Hinz&Kunzt auch eine Lösung ermöglicht, nicht mehr gegen die Hausordnung etwa der Deutschen Bahn zu verstoßen. Die Kampagne unterstütz(t)en bekannte Bands wie Beatsteaks oder Jennifer Rostock sowie bis Juni 2018 bereits über 60.000 Facebook-User.

### Deutschland
- Rechtsgrundlagen
  - Verpackungsgesetz
  - Verpackungsverordnung (bis 2019)
- Allgemeines
  - Deutsche Pfandsysteme GmbH (DPG)
  - Informationen zum Einwegpfand (Memento vom 10. April 2013 im Internet Archive) – Informationen zum Einwegpfand
  - Flaschenpfand im deutschen Recht (Memento vom 31. Juli 2016 im Internet Archive) (ekritik)
  - Verbraucherzentrale NRW Fragen und Antworten zum Einweg-Pfand („Dosenpfand“)
- Presseberichte
  - Zehn Jahre „Dosenpfand“ – Deutsche Umwelthilfe zieht überwiegend positive Bilanz (Memento vom 25. März 2016 im Internet Archive)
  - Wie Dosenhersteller Bierbüchsen ökologisch schön rechnen lassen (Memento vom 31. März 2016 im Internet Archive)
  - Zehn Jahre Dosenpfand brachten Hass in Flaschen. Welt – „Am 1. Januar vor zehn Jahren wurde das Dosenpfand eingeführt. Es war ein grandioser Misserfolg.“